# Воронина, Раиса Григорьевна
Раиса Григорьевна Воронина — советский хозяйственный и государственный деятель, лауреат Государственной премии СССР за выдающиеся достижения в труде.

## Биография
Родилась в 1942 году. Член КПСС.
В 1960—1997 годах - стеклодув Рязанского производственного объединения электронных приборов имени Ленинского комсомола Министерства электротехнической промышленности СССР.
За большой личный вклад в дело механизации и автоматизации производства была в составе коллектива удостоена Государственной премии СССР за выдающиеся достижения в труде 1982 года.
Народный депутат СССР (1989—1991). Делегат XXVI и XXVIII съездов КПСС.
Жила в Рязани.

## Награды
- Орден Ленина
- Орден Дружбы народов (1983)